# باراجین

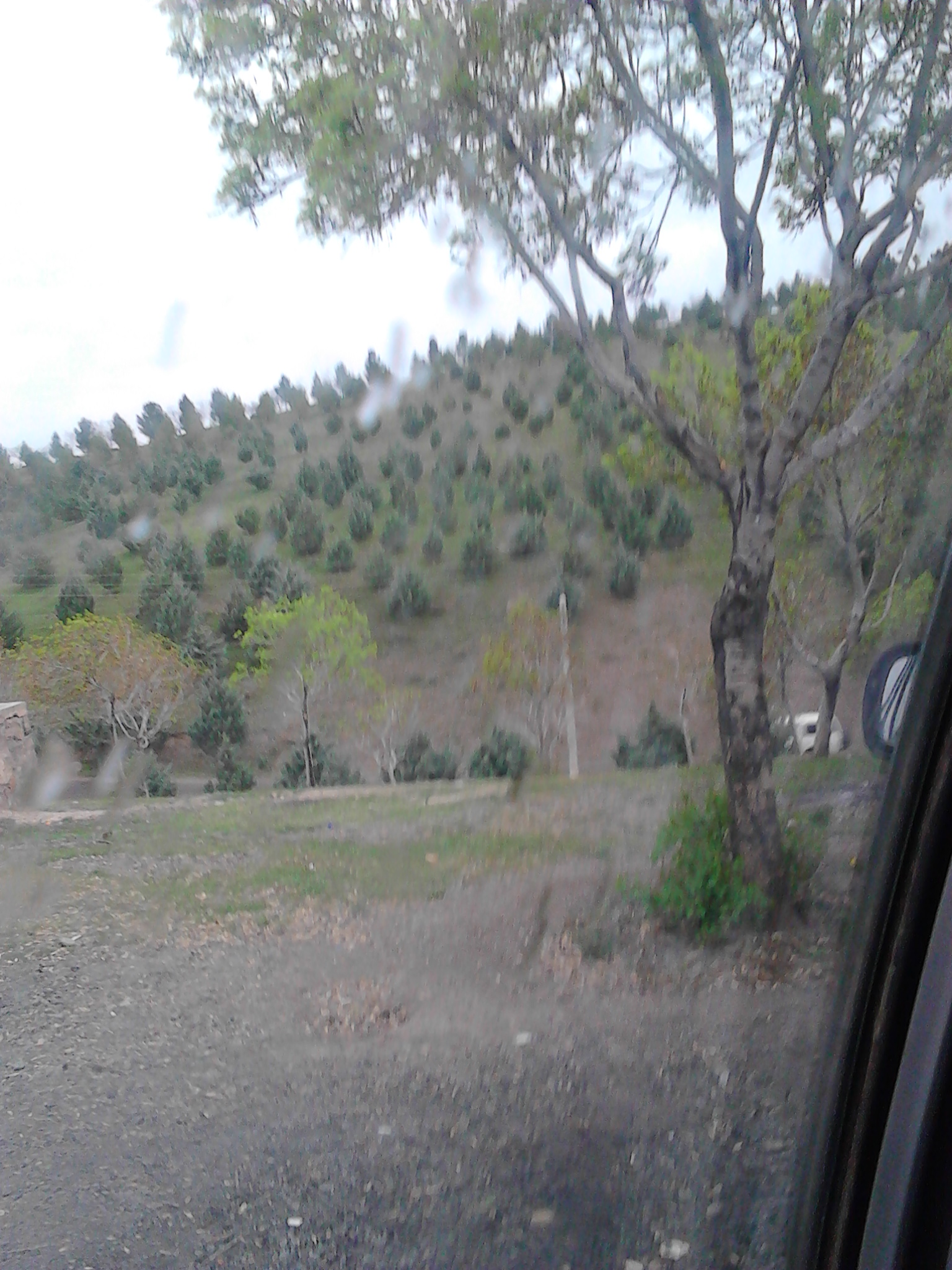

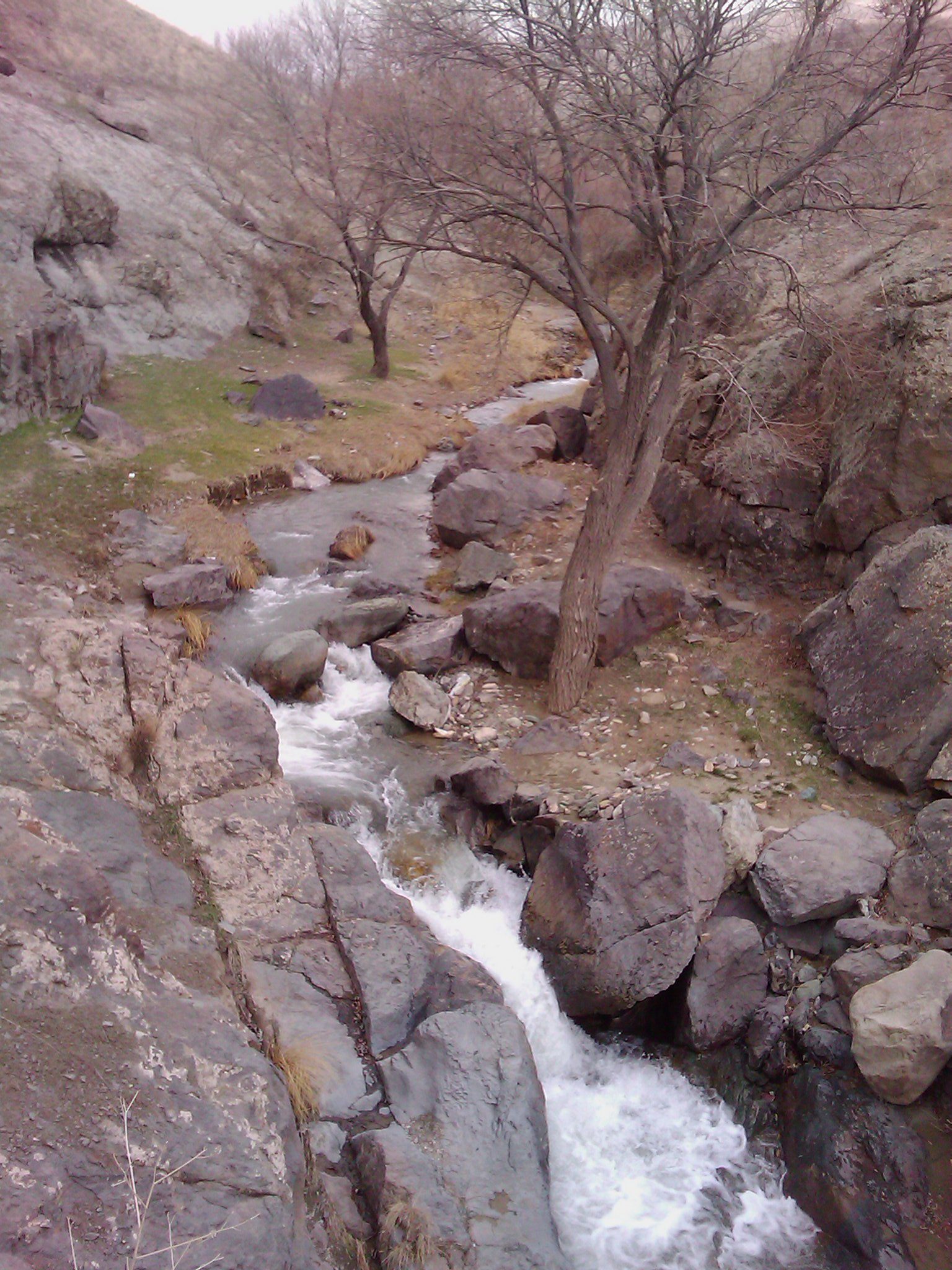
رودخانه فصلی ارنجک در منطقه باراجین

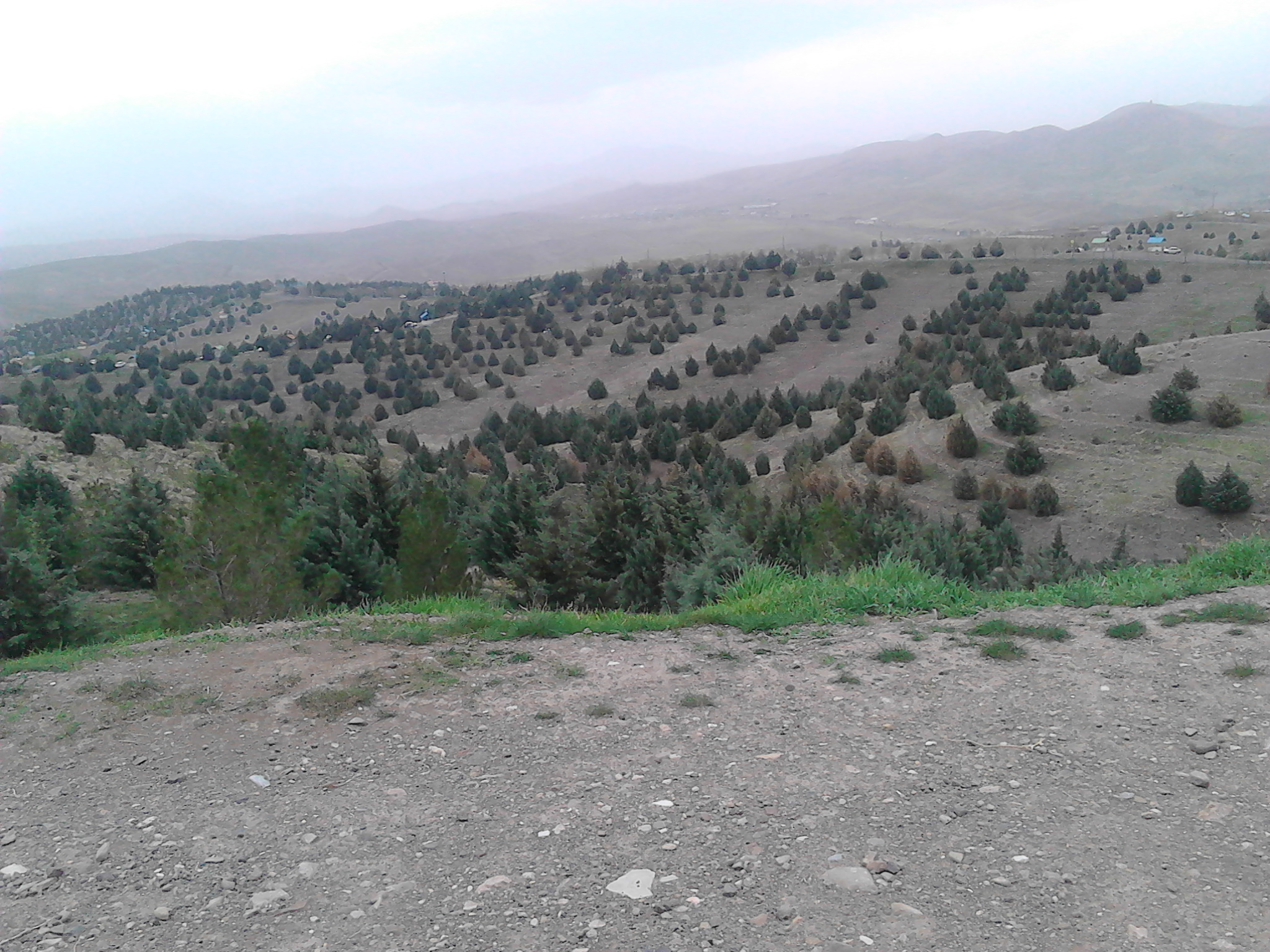

باراجین نام منطقه‌ای در شمال شهر قزوین است که در شمال‌شرقی شهر قزوین واقع شده است. این منطقه جزو مناطق نمونه گردشگری شهر قزوین و انتهای منطقهٔ باراجین به راهی ختم می‌شود که استان قزوین را به استان گیلان از مسیر الموت‌غربی پیوند می‌دهد. پارک ۱۴۰۰ هکتاری باراجین در دهستان اقبال غربی از بخش مرکزی شهرستان قزوین واقع شده است. سایت جنگلی باراجین از شمال‌غرب به ارتفاعات پس‌گوش و میل‌دار، از شرق به روستای شفیع‌آباد، از غرب به روستای اسماعیل‌آباد و از جنوب به شهر قزوین و در ارتفاع ۱۴۰۰ تا ۱۸۰۰ متری از سطح دریای آزاد واقع شده است. منطقه نمونه گردشگری باراجین با توجه به فیزیولوژیک و توپوگرافی منطقه و در نظر گرفتن آب‌های سطحی و جوانب محیطی در یک پهنه مسطح پیشنهاد گردیده است. محدوده مورد نظر دارای ۱٫۵۰۰٫۰۰۰ مترمربع مساحت است.همچنین کانون‌هایی جمعیتی مانند روستاهای باراجین، شفیع‌آباد، نجف‌آباد، وثوق‌آباد، حسن‌آباد، عبدل‌آباد، زرشک و میزوج در پیرامون این منطقه واقع شده‌اند.

## جاذبه‌های طبیعی
از جمله جاذبه‌های طبیعی این منطقه رودخانه ارنزک، پارک جنگلی باراجین به مساحت ۱۴۰۰ هکتار و قله مردمی است.

## امامزاده باراجین
در روستای باراجین در شمال بوستان در محلی مشرف‌به رودخانه بنای نوساز و نسبتاً بزرگی واقع‌شده است؛ که مقبره امامزاده مدفون از فرزندان امام جعفر صادق می‌باشد. متولیان این امامزاده بنای قدیمی آن را ویران نمودند و جای آن تالار بزرگی برای امامزاده و تعداد زیادی اتاق برای اقامت زائران احداث نمودند. این امامزاده یکی از کانون‌های جذب جمعیت در سطح ناحیه می‌باشد به‌طوری‌که از قزوین و شهرهای اطراف بازدیدکنندگان زیادی داشته است. در مقابل در ورودی امامزاده چنار عظیم کهن‌سالی وجود دارد که نشانه‌ای از گذشته بسیار دور این محل می‌باشد. از آنجائی که امامزاده روی کوه واقع‌شده، در سه سطح اصلی ساخته‌شده است. سطح اول فضای ورودی سایت امامزاده می‌باشد که پارکینگ و فضای ورود به روستا در آن واقع‌شده است. سطح دوم تراس می‌باشد که فضاهای اقامتی در آن شکل‌گرفته و در سطح سوم ورودی به داخل ساختمان امامزاده قرار دارد. در ضمن، مسیر کوهنوردی مشخص‌شده برای گردشگران کوه مردم از پشت امامزاده باراجین شروع می‌شود. همچنین در کنار امامزاده فضاهایی با عملکردهای اقامتی و خدماتی و غیره وجود دارد که هم به مراجعین کوهنوردی و هم زوار ارائه خدمات می‌نماید. پارکینگی که در سطح اول فضای امامزاده موجود است، نیز قابل‌استفاده برای هر دو گروه مراجعین می‌باشد و سرویس‌های رفت‌وبرگشت به شهر در این مکان توقف می‌کند. از گذشته این امامزاده نقش زیارتی، تفرجی داشته و امکانات اقامتی در کنار آن موجود بوده است. در حال حاضر این امامزاده به‌طور کامل بازسازی‌شده است.

## پوشش گیاهی منطقه باراجین
بوستان باراجین با گونه‌های سرو نقره‌ای، آسمان‌دار، اقاقیا و… براساس تقسیمات جغرافیایی گیاهی ایران در منطقهٔ رویشی ایرانی-تورانی واقع شده است. اگرچه در این ناحیه پستی‌وبلندی‌های متنوع از تپه‌های مرتفع گرفته تا کم ارتفاع وجود دارد. ولی در تمام منطقه کم‌وبیش تشابه آب و هوایی وجود دارد. فعالیت حیاتی گیاهان طبیعی در این ناحیه به‌علت نوسان شدید حرارت در دو فصل یکی به علت سرما و یخبندان در فصل زمستان و دیگری به‌علت طول مدت خشکی در فصل تابستان متوقف می‌گردد. اکولوژی منطقه حکایت از آن دارد که به‌استثنای جوامع درختی رود کناری باراجین از قبیل بید، صنوبر و زبان‌گنجشک، سایر مناطق طرح فاقد پوشش درختی طبیعی آن‌چنانی بوده و بیشتر به‌صورت گیاهان پوششی و مرتعی است. باغداری نیز کم‌وبیش با توجه به دسترسی به منابع آبی در این منطقه رواج دارد اما به دلیل محدودیت‌های منابع آبی باغداری در سطوح کمی صورت می‌گیرد به‌طوری‌که تأثیری اندک در میکروکلیما و مناظر محلی باراجین دارد.

## اماکن مهم در منطقه
چند مکان مهم شهر از جمله دانشگاه آزاد قزوین، امامزاده اسماعیل باراجین، مجموعه تالارشهر قزوین، پیست پرش در آسمان و سورتمه و مجموعه طلاعیه، سایت پروازی آسمان آبی قزوین، پیست موتورسواری، پل معلق، اکوپارک دهکده طبیعت، شهربازی بزرگ دالفک و شهرک تفریحی کاسپین در این محل واقع شده است.

## سینمای تابستانی
سینمای روباز که شامل اتاق نمایش، پردهٔ نمایش و محوطهٔ تماشا می‌باشد که در مسیر ورودی پارک و در خط‌القعر احداث گردیده و قابل بهره‌برداری می‌باشد.

## استخرهای آبیاری
این استخرها که به‌منظور ذخیره‌سازی آب موردنیاز آبیاری پارک مورداستفاده قرار می‌گیرند بر سه قله ارتفاعات این پارک بناشده است.

## شهربازی دالفک
این شهربازی به‌تازگی در محدوده میانی بوستان باراجین افتتاح‌شده است. این شهربازی به‌صورت چندمنظوره احداث‌شده که در آن طیف وسیعی از امکانات تفریحی، خدماتی، رفاهی و ورزشی به گردشگران ارائه می‌شود. ازجمله امکانات ورزشی آن پیست اسکی و ماشین کارتینگ است. پیست اسکی امکان تفریحی در فصل زمستان را به گردشگران می‌دهد. راه‌اندازی تجهیزات وسایل بازی جدید ازجمله ترن هوایی که در ایران منحصربه‌فرد است و راه‌اندازی تله‌کابین ازجمله تجهیزات منحصربه‌فرد در این منطقهٔ خواهد بود. به‌طوری‌که می‌توانند این مکان را به قطب گردشگری در ایران تبدیل کنند.

## اکوپارک دهکده طبیعت بوستان باراجین
دهکده طبیعت با اهداف گردشگری، آموزشی و تحقیقاتی در فاز اول در مساحتی نزدیک به ۱۰ هکتار در مرکز بوستان ۱۴۰۰ هکتار باراجین در شمال شهر قزوین احداث و راه‌اندازی گردیده است. احداث این مجموعه در سال ۱۳۹۱در دستور کار مدیریت شهری قزوین قرار گرفت.
متعاقب آن فازهای مطالعاتی و طراحی آغاز شد. در فاز اول بخش‌های متنوعی چون پرندگان شکاری، باغ پرندگان زینتی، آکواریوم آبزیان و خزندگان، کبوترخانه‌ها، زیستگاه نشخوارکنندگان کوهی ازجمله قوچ، میش، کل، بز و گوزن، مزرعه تخصصی-آموزشی حیوانات اهلی، آمفی‌تئاتر سنگی (عصر حجر)، آبشار، کارگاه آشنایی کودکان با حیوانات (حیات‌وحش) به‌مرحله بهره‌برداری رسیده است؛ و عملیات احداث باغ میمون‌ها، خرس‌ها، گرگ‌ها، روباه‌ها، گربه‌سانان بزرگ ازجمله شیر و پلنگ و طراحی باغ پروانه‌ها و سافاری پارک در شرف اجرا است. از مشخصات ویژه دهکده طبیعت حضور حیوانات وحشی دورمانده از طبیعت، عشق این حیوانات به انسان، مزرعه تحقیقاتی-آموزشی ویژه با حضور اسب‌های با نژادهای مختلف، گاومیش‌ها، شترهای یک‌کوهانه و دوکوهانه، نشخوارکنندگان ویژه اهلی مانند بزهای نجدی، تالی و سانن، گاوهای اصیل ایرانی چون سیستانی و گلپایگانی و نژادهایی مانند مونت‌بلیارد و جرسی و … می‌باشد. طراحی و اجرای دهکده سلامت با امکان تولید و عرضه محصولات و گیاهان دارویی و ارگانیک، اکوپارک چند صد هکتاری، زیستگاه‌های تخصصی ازجمله باغ مارها، کروکدیل‌ها، پرندگان شکاری و نمایشگاه حیات‌وحش ایران نیز ازجمله برنامه‌های آتی خواهد بود.

## سافاری پارک دهکده طبیعت
پروژه هفت دره سافاری اکوپارک دهکده طبیعت بوستان باراجین
برای اجرای این طرح تفریحی و زیست‌محیطی به مساحت ۲۸ هکتار، ۱۷۰ میلیارد ریال اعتبار توسط شهرداری قزوین هزینه شده است. برعکس باغ وحش‌ها که حیوانات در قفس هستند در سافاری پارک حیوانات آزاد هستند و مردم با خودرو و رمپ‌های طبیعی تعبیه‌شده و پیاده محوری از نزدیک آن‌ها را مشاهده می‌کنند. در این سافاری پارک، حیوانات اهلی و وحشی به‌طور مجزا از یکدیگر رهاسازی شده‌اند.
این سافاری پارک از بخش‌های مختلفی نظیر زیستگاه خرس، ببر، گرگ، کل و قوچ، گراز، شیر، سم‌داران، کروکدیل، آهو و همچنین باغ پرندگان شکاری و باغ وحش مختص کودکان تشکیل‌شده است. یکی از اهداف اصلی و مهم از احداث بوستان هفت دره آشنا نمودن اقشار مختلف مردم با تنوع زیستی کشور و ترغیب و تشویق آن‌ها در برای حمایت و حفاظت از این میراث گران‌بها و همچنین ایجاد فضایی منطبق با زیستگاه طبیعی این حیوانات می‌باشد. در ایران ۲۳ گونه دوزیست، ۱۸۰ گونه ماهی در دریای خزر، ۳۰۰ گونه ماهی در سواحل خلیج‌فارس و دریای عمان، ۱۹۴ گونه پستاندار و ۵۳۶ گونه پرنده، شناسایی‌شده است.

## تندیس حیوانات
تعداد ۴ تندیس سنگی از حیوانات که شامل: فیل، گاو، دایناسور و ماهی می‌باشد بر فراز ۴ قله ارتفاعات محدودهٔ ۵۰۰ هکتاری نصب‌شده است. این تندیس‌ها به علت بزرگی در منظر گسترده‌ای از اطراف قابل‌رؤیت می‌باشند و می‌توانند نقش نشانه‌ای داشته باشند.

## سرویس‌های بهداشتی
تعداد ۵ چشمه سرویس بهداشتی در نقاط مختلف باراجین و در کناره راه‌های دسترسی احداث‌شده و قابل بهره‌برداری می‌باشد. نمای این سرویس‌های بهداشتی از سنگ پلاک می‌باشد.

## سایر بناها و تأسیسات موجود
همچنین یک سری بنا و کاربری در این محدوده شکل‌گرفته که عبارت‌اند از: آب‌بند، ایستگاه پمپاژ آب، نیمکت‌ها، آلاچیق‌ها و باربکیوهایی برای اُتراق گردشگران. همچنین خطوط روشنایی در امتداد مسیرهای دسترسی و نورافکن‌های پایه‌بلند در خط‌الرأس و مجاورت سایت اداری

## اقامتگاه و اکوریزورت بامسان باراجین
مجتمع اقامتی گردشگری بام سان در پارک جنگلی باراجین قزوین با ۳۰ واحد اقامتی، رستوران، کافی شاپ، سوپرمارکت و خدمات رفاهی، پذیرای گردشگران و مسافران است. ۷ واحد اقامتی سنتی و ۲۳ واحد مدرن برای اقامت مهیا شده است که تمامی آنها دارای فضایی ۳۵ متری و ایوانی ۱۵ متری هستند. از جمله برنامه‌های تدارک دیده‌شده برای گردشگران در این بوم گردی می‌توان به گشت‌وگذار با اتومبیل گردشگری روباز با هزینه شخصی مسافر اشاره کرد. کلبه‌های سنتی کمپ گردشگری بام‌سان دارای ظرفیت ۴ نفر و کف‌خواب بوده و کلبه‌های مدرن دارای تخت خواب هستند و برای ۳ نفر در نظر گرفته‌شده‌اند. یخچال، تلویزیون، چای‌ساز، سشوار، آینه، مواد شوینده، توالت ایرانی و حمام امکانات کلبه‌های بوم گردی بام سان هستند. لازم است ذکر شود توالت فرنگی به‌صورت یکی در میان در کلبه‌های این مجموعه تعبیه‌شده است. سیستم گرمایشی در کلبه‌های سنتی کرسی و در کلبه‌های مدرن شوفاژ می‌باشد. از سایر خدمات این بوم گردی می‌توان به اتومبیل تشریفاتی، راهنمای تور و پرسنل مسلط به زبان انگلیسی و باربی کیو برای پخت کباب اشاره کرد. همچنین در لابی مجموعه، امکان استفاده از اینترنت رایگان برای مسافران وجود دارد.